# Rio Climăuţi
O Rio Climăuţi é um rio da Romênia, afluente do Suceava, localizado no distrito de Suceava.